# 구수략

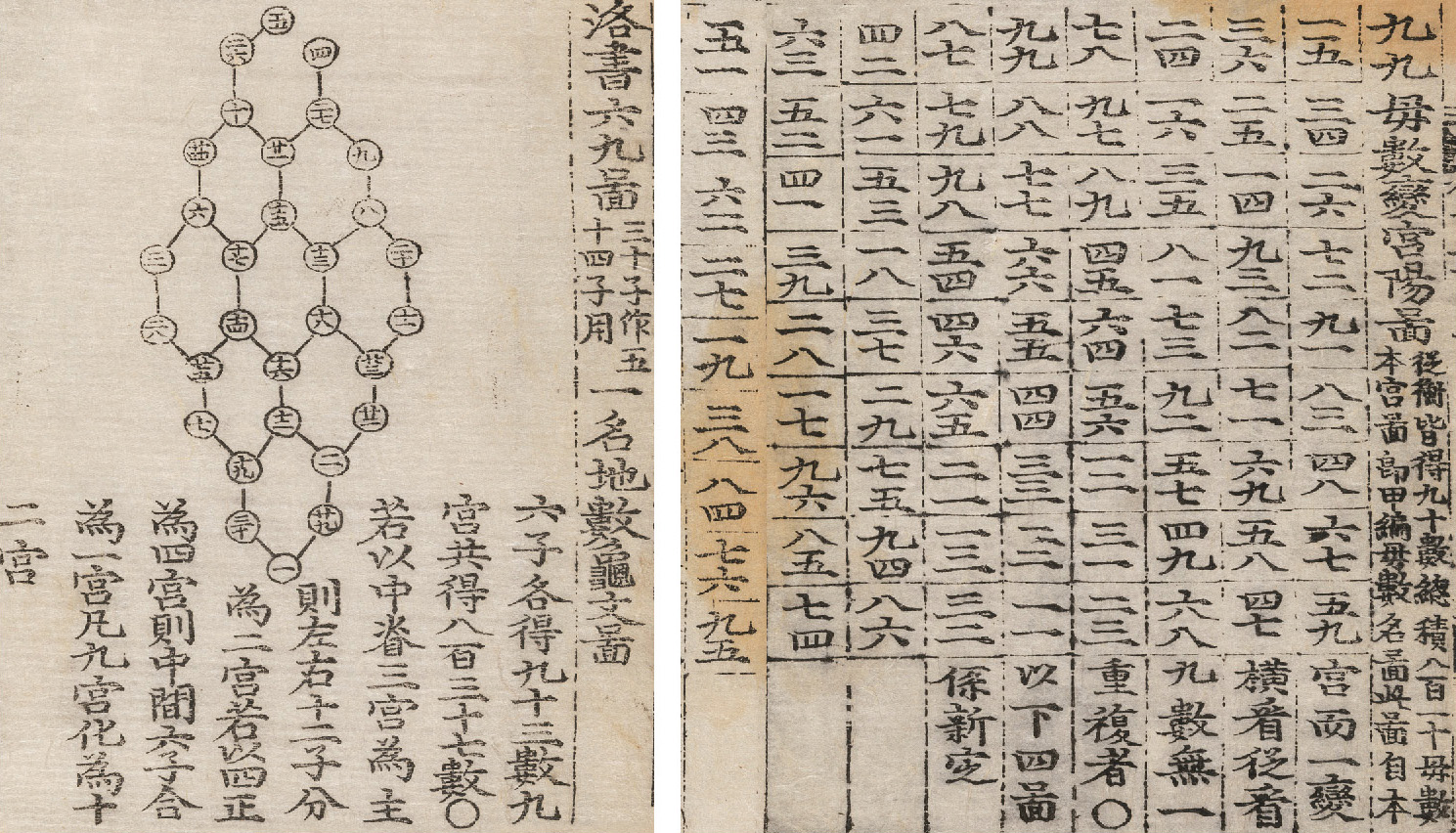
구수략 중 직교라틴방진과 지수귀문도

구수략(九數略)은 조선 숙종 때의 영의정이자 학자였던 최석정(崔錫鼎)이 지은 수학책으로, 4권 2책의 목판본이다.
현재까지 전해 내려오는 한국의 옛 수학 책들 중에서 체계적으로 내용을 정리한 책이다. 1710년~1715년경에 간행되었을 것으로 추정하며 본편(갑甲, 을乙 병丙)과 부록(정丁)으로 구성된다.

## 수학적 업적

### 직교 라틴 방진
부록에 소개된 9차 직교 라틴 방진은 레온하르트 오일러의 발표보다 60여 년 앞서는 것으로 해외 학계에서도 인정받아 2007년 출판된 Handbook of Combinatorial Designs에 소개되었다. 최석정(1646~1715)은 1710년~1715년 경 출판된 것으로 여겨지는 수학서 《구수략》에서 서로 직교인 9×9 라틴 방진 쌍 및 (서로 직교가 아닌) 두 개의 10×10 라틴 방진을 수록하였다. 최석정은 두 10×10 라틴 방진을 각각 백자자수음양착종도(白子子數陰陽錯綜圖) · 백자모수음양착종도(白子母數陰陽錯綜圖)라고 명명하였으며, 9×9 직교 라틴 방진을 구구모수변궁양도(九九母數變宮陽圖)라고 명명하였다.
다음은 최석정의 9차 직교 라틴 방진 '구구모수변궁양도'이다.
| 5, 1 | 6, 3 | 4, 2 | 8. 7 | 9, 9 | 7, 8 | 2, 4 | 3, 6 | 1, 5 |
| 4, 3 | 5, 2 | 6, 1 | 7, 9 | 8, 8 | 9, 7 | 1, 6 | 2, 5 | 3, 4 |
| 6, 2 | 4, 1 | 5, 3 | 9, 8 | 7, 7 | 8, 9 | 3, 5 | 1, 4 | 2, 6 |
| 2, 7 | 3, 9 | 1, 8 | 5, 4 | 6, 6 | 4, 5 | 8, 1 | 9, 3 | 7, 2 |
| 1, 9 | 2, 8 | 3, 7 | 4, 6 | 5, 5 | 6, 4 | 7, 3 | 8, 2 | 9, 1 |
| 3, 8 | 1, 7 | 2, 9 | 6, 5 | 4, 4 | 5. 6 | 9. 2 | 7, 1 | 8, 3 |
| 8, 4 | 9, 6 | 7, 5 | 2, 1 | 3, 3 | 1, 2 | 5, 7 | 6, 9 | 4. 8 |
| 7, 6 | 8. 5 | 9. 4 | 1, 3 | 2, 2 | 3, 1 | 4, 9 | 5, 8 | 6, 7 |
| 9, 5 | 7, 4 | 8, 6 | 3, 2 | 1, 1 | 2, 3 | 6, 8 | 4, 7 | 5, 9 |
모든 칸의 첫 번째와 두 번째에 각각 제시된 수는 가로와 세로 방향으로 1부터 9까지이니 그 합이 각각 45이다. 합하면 90이고 가로(세로)줄이 9개 있으니 총합은 810이다.
두 수를 분리해서 따로 방진을 만들면 모두 라틴방진이다. 두 방진은 서로 직교한다.
i행, j열에 있는 수를 각각 {\displaystyle s_{ij},t_{ij}}라고 하자. 아래는 {\textstyle 9\times (s_{ij}-1)+t_{ij}}로 계산한 것이다. 열과 행을 더한 값이 모두 369인 마방진이 만들어진다.

### 기타
또한 구수략에는 마방진, 마법진, 지수귀문도 등의 구성도가 많이 수록되어 있다.

구수략의 지수귀문도

## 같이 보기
- 마방진
- 직교 라틴 방진
- 지수귀문도
- 최석정

## 참고 자료
- 오일러 앞지른 최석정, 《과학동아》, 2008년 8월호
- 구수략[깨진 링크(과거 내용 찾기)], 《한국민족문화대백과》, 한국학중앙연구원